# Dødsspillet (film)
 For alternative betydninger, se Dødsspillet. (Se også artikler, som begynder med Dødsspillet)
Dødsspillet (originaltitel The Dead Pool) er en amerikansk actionfilm fra 1988, der er instrueret af Buddy Van Horn, skrevet af Steve Sharon og med Clint Eastwood i rollen som Inspector "Dirty" Harry Callahan. Det er den femte og sidste film i Dirty Harry-serien, og den foregår i San Francisco, Californien.
Filmen handler om et dødsspil, hvor en seriemorder forsøger at dræbe forskellige kendte mennesker, og Callahan, der forsøger at stoppe ham. Blandt de medvirkende er Liam Neeson, Patricia Clarkson og Jim Carrey (i sin første drama-rolle), der alle sammen endte med at blive endnu mere berømte. Det er den eneste i filmserien, hvor Albert Popwell, der har spillet en forskellig rolle i hvert af de foregående film, ikke medvirker.
Med en spilletid på 91 minutter er det den korteste af de fem Dirty Harry films.

## Handling
Harry Callahan (Clint Eastwood) bliver sat på en tilsyneladende enkel sag, der omhandler drabet på rockemusikeren Johnny Squares (Jim Carrey). Squares var narkoman og skyldte mange penge, noget som tilsyneladende gør sagen enkel at opklare. Indtil det viser sig, at Peter Swan (Liam Neeson), som er leder en film som Squares medvirket i, har en såkaldt "dødsliste", et spil bestående af en makaber liste over kendisser, som man tipper vil dø i nærmeste fremtid. Johnny Squares var på listen. Harry finder også sig selv på listen. Snart bliver kendisser på listen dræbt i rækkefølge, af en morder som ser ud til at være inspireret af Swan og hans skrækfilme.

## Medvirkende
- Clint Eastwood som Harry Callahan
- Patricia Clarkson som Samantha Walker
- Liam Neeson som Peter Swan
- Evan C. Kim som Inspector Al Quan
- David Hunt som Harlan Rook
- Michael Currie som Captain Donnelly
- Michael Goodwin som Lt. Ackerman
- Jim Carrey som Johnny Squares
- Anthony Charnota som Lou Janero
- Ronnie Claire Edwards som Molly Fisher
- Louis Giambalvo som Gus Wheeler
- Diego Chairs som Butcher Hicks
- Charles Martinet som Police Station Reporter
- Patrick Van Horn som Freeway Reporter
- Shawn Elliott som Chester Docksteder
- Bill Wattenburg som Nolan Kennard
- Marc Alaimo som Bodyguard
- Justin Whalin som Jason
- Harry Demopoulos som læge på hospital

Dødsspillet er den eneste af Dirty Harry-filmene, hvor Albert Popwell ikke medvirker. Under indspilningerne var han i gang med filmen Who's That Girl.
Medlemmer af hard rockbandet Guns N' Roses lavede ukrediterede gæsteoptrædener under Johnny Squares' begravelse. De optræder også i en "mareridtsscene" på havnen, hvor guitaristen Slash affyrer en harpun gennem et vindue.

## Modtagelse
The Dead Pool modtog blandede anmeldelser. Den har en rating på 52% positive tilkendegivelser på filmhjemmesiden Rotten Tomatoes. Roger Ebert fra Chicago Sun-Times gav filmen gode anmeldelser og skrev at den "er så god som originalen. Smart, hurtig og med ægte humor." Gene Siskel fra Chicago Tribune var også positiv og skrev "måske den bedste Dirty Harry-film siden den første."

### Indtjening
The Dead Pool blev udgivet i USA i juli 1988. I åbningsweekenden indspillede den for $9.071.330 i 1.988  biografer i USA, med et gennemsnit på $4.954. I USA endte den med at indspille for $37.903.295, hvilket gør den til den mindste profitable i filmserien.

## Efterfølger
Eastwood udtalte at han ikke havde nogen interesse i endnu en Dirty Harry-film. I 2000 sagde han spøgende om potentielle efterfølgere: "Dirty Harry VI! Harry er gået på pension. Han står i en bæk og fluefisker. Han bliver træt af at bruge pole- og BA-BOOM! Eller Harry er pensioneret, og fanger kriminelle med sin rollator?"